# ياأويا أوشيتشي
ياأويا أوشيتشي (باليابانية: 八百屋お七) (ياأويا هو اسم العائلة) (1667 - 25 أبريل 1683) هي ابنة بائع خضار يعرف أنها كانت تسكن في منطقة هونغو في طوكيو. تشتهر أوشيتشي بأنها كان تضرم حرائق بسبب وقوعها في حب فتى، وقصتها هي موضوع للكثير من مسرحيات مسرح البونراكو.

## القصة

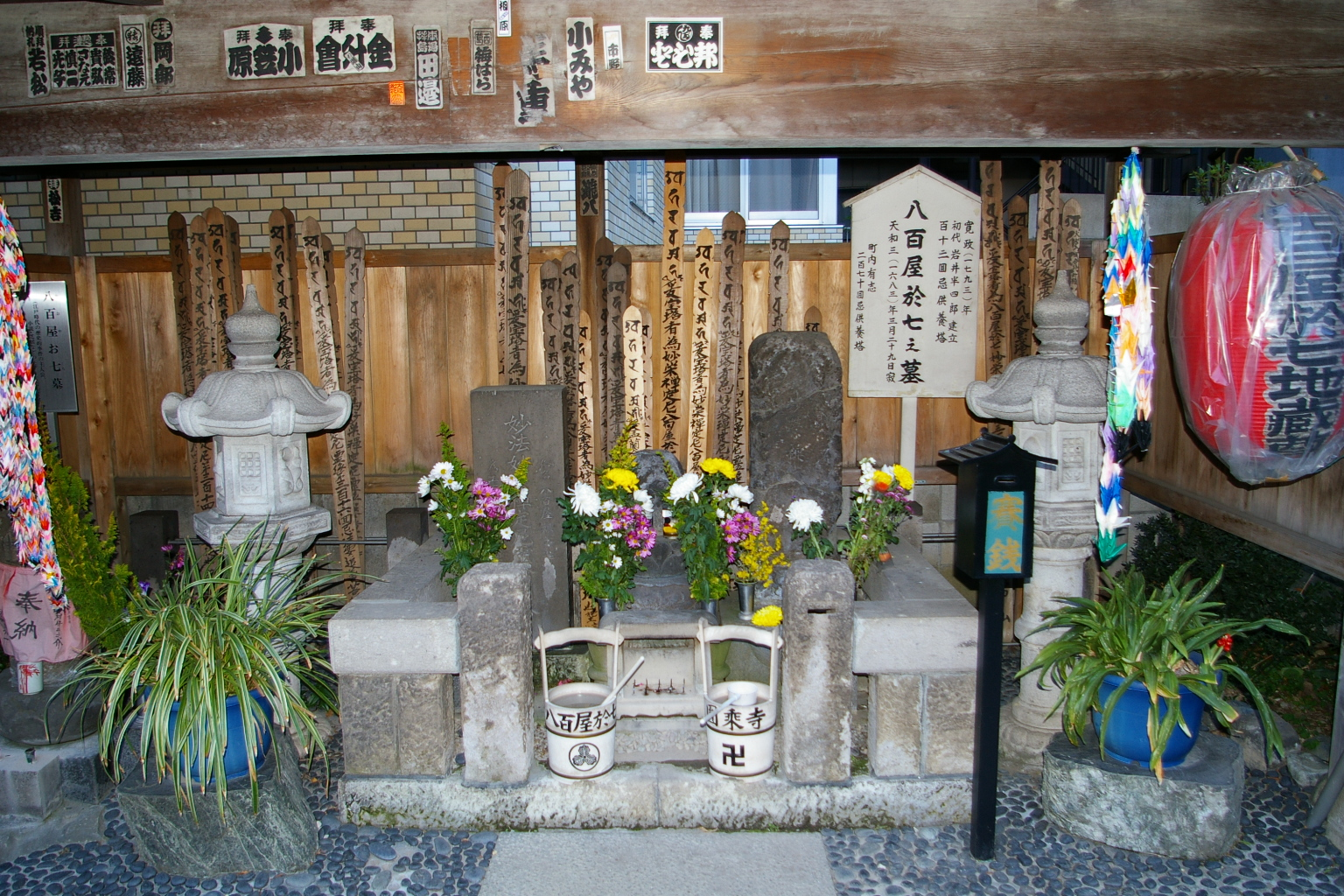
قبر ياأويا أوشيتشي

في ديسمبر 1682 وقعت في حب شاب يدعى إكوتا شونوسوكه وهو يعمل في معبد أثناء حريق كبيرة في فترة تينا. قامت أوشيتشي بإضرام حريق في السنة التالية ظنا منها أنها ستقابل الشاب مرة أخرى، إلا أن الشرطة ألقت القبض عليها وأعدمت حرقاً بجريرة أفعالها.
كان عمر أوشيتشي عندما أضرمت النار كان 16 عاماً، إلا أن آمر المحكمة سألها «ربما عمرك هو 15 عام، صحيح؟» كمحاولة منه لإنقاذها من الإعدام لأن الأشخاص تمت عمر 15 عام لم يكونوا يعرضوا لعقوبة الموت إلا أنها أجابت عمرها الحقيقي بأنه 16 عاماً لذلك لم يكن من مفر من إنزال حكم الموت في حقها.